# پارک‌وود (واشینگتن)
پارک‌وود (به انگلیسی: Parkwood) یک منطقهٔ مسکونی در ایالات متحده آمریکا است که در شهرستان کیتساپ، واشینگتن واقع شده‌است. پارک‌وود ۶٫۹ کیلومتر مربع مساحت و ۷٬۱۲۶ نفر جمعیت دارد و ۸۱ متر بالاتر از سطح دریا واقع شده‌است.